# Halanayakanahalli, Bangalore South
Halanayakanahalli là một làng thuộc tehsil Bangalore South, huyện Bangalore Urban, bang Karnataka, Ấn Độ.